# Amphiroa peninsularis
Amphiroa peninsularis W.R. Taylor, 1945  é o nome botânico  de uma espécie de algas vermelhas pluricelulares do gênero Amphiroa.
- São algas marinhas encontradas no México (Baixa Califórnia) e Equador.

## Sinonímia
Não apresenta sinônimos.